# Bois-d'Arcy (Yvelines)
Bois-d'Arcy é uma comuna francesa na região administrativa da Île-de-France, no departamento de Yvelines. A comuna possui 12 693 habitantes segundo o censo de 1990.